# ماهبيكر خانم سلطان
ماهبيكر خانم سلطان (بالتركية العثمانية: ماه پیکر خانم سلطان) (17 مايو 1917 – 3 أبريل 2000) معروفة بأسماء «ماهپيكر أنور» أو «ماهبيكر أورگوب» هي أميرة عثمانية والدتها هي الأميرة ناجية سلطان ووالدها هو القائد أنور پاشا. اسمها ماهپيكر وهو كلمة فارسية معناها «وجه القمر».